# Ecumenisme

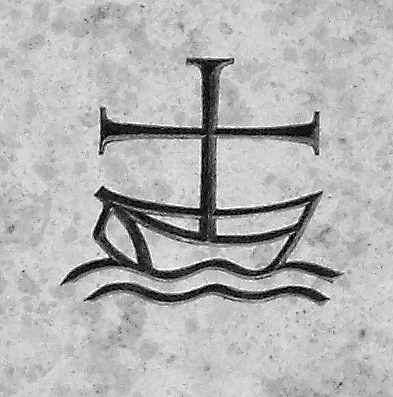
Símbol de l'ecumenisme d'una placa a l'Església de Santa Anna a Augsburg, Alemanya. Mostra el cristianisme com un vaixell al mar amb la creu que serveix de màstil.

Ecumenisme es refereix a les iniciatives que apunten cap a una major unitat o cooperació religiosa, especialment dins de la religió cristiana.
En el seu sentit més ampli, aquesta unitat o cooperació pot referir-se a la unitat religiosa mundial; per la defensa d'un sentit major d'espiritualitat compartida entre les tres religions abrahàmiques: judaisme, cristianisme i l'islam. En aquest cas, normalment ens hi referim com a Diàleg interreligiós. També, l'ecumenisme és usat en un sentit més estricte, referint-se a una major cooperació entre diferents denominacions religioses d'una única d'aquestes tres.
La paraula s'origina del grec οἰκουμένη (oikoumene), que significa «el món habitat», i històricament era usada com una referència específica a l'Imperi Romà. Avui, la paraula és usada predominantment per i amb referències a denominacions i esglésies cristianes separades per la doctrina, història i practica. Dintre d'aquest context particular, el terme ecumenisme es refereix a la idea d'una unitat cristiana en el sentit literal: que hauria d'existir una única Església cristiana.

## Ecumenisme cristià i pluralisme interreligiós
L'ecumenisme cristià, en el sentit estricte a dalt referit, és la promoció de la unitat o cooperació entre grups religiosos distingits o denominacions de la cristianitat. L'ecumenisme cristià es distingeix del pluralisme interreligiós. L'ecumenisme, en aquest sentit ampli, és denominat pluralisme religiós, per distingir-se de l'ecumenisme dintre d'un moviment de fe. El moviment interreligiós lluita per major respecte mutu, tolerància i cooperació entre les religions del món. L'ecumenisme com diàleg interreligiós entre representants de diverses fes, no pretén necessàriament reconciliar els seus partidaris en una unitat completa, orgànica, amb alguna altra entitat, però simplement promoure relacions de convivència millors. Promou la tolerància, respecte mutu i cooperació, sigui entre denominacions cristianes, sigui entre la cristianitat i altres fes.
Per a alguns catòlics, això pugues encara assumir l'objectiu de la reconciliació de tots els quals professen la fe cristiana en una única organització visible, és a dir, a través de la unió amb l'Església Catòlica Romana.
Per a alguns protestants, la unitat espiritual, i sovint la unitat sobre els ensenyaments de l'església sobre qüestions clau, és el bastant
. D'acord amb el teòleg luterà Edmund Schlink, el més important en l'ecumenisme cristià és que les persones es concentrin fonamentalment en Crist, no en organitzacions d'esglésies separades. En el seu llibre Ökumenische Dogmatik (1983), ell diu que els cristians que veuen Crist ressuscitat operant en les vides de diversos cristians en diverses esglésies, perceben que la unitat de l'església de Crist mai va ser perduda, però que en comptes d'això han estat distorsionats i enfosquits per diferents experiències històriques i per miopia espiritual. Ambdues són superades per la fe renovada en Crist. Fins i tot en això està la resposta a la seva amoestació (Joan 17 i també Filipencs 2), perquè tots siguin un amb ell i que s'estimin uns als altres com un testimoniatge per al món. El resultat del mutu reconeixement serà una germanor mundial perceptible, organitzada en una manera històricament nova.
Estant en contra el modern moviment ecumènic està la tradicional Església Ortodoxa, la qual decididament afirma només haver-hi una sola Església, la qual és l'Església Ortodoxa. Així, teories tals com l'«església germana» o «dos pulmons», són generalment rebutjades perquè, des d'aquest punt de vista, l'Església és teològicament indivisible. No obstant això, un important teòleg ortodox del segle xix, Vladímir S. Soloviov, va defensar l'ecumenisme i l'any de la seva mort, 1900, va publicar un llibre denominat Tres converses sobre la guerra, el progrés i la fi de la història mundial, amb una curta narració sobre l'Anticrist on albira una futura unió de totes les esglésies cristianes.

## Organitzacions ecumèniques
- Comunitat Mundial de Budistes
- Congrés Mundial de Religions Ètniques
- Consell Mundial d'Esglésies
- Congrés Mundial Jueu
- Federació Pagana Internacional
- Lliga Mundial Islàmica
- Parlament de les Religions del Món